# (5601) 1991 VR
(5601) 1991 VR (1991 VR, 1933 UV1, 1978 RO5, 1978 TA4, 1978 VQ13, 1980 FX10) — астероїд головного поясу, відкритий 4 листопада 1991 року.
Тіссеранів параметр щодо Юпітера — 3,668.